# Полях, Наталья Борисовна
Ната́лья Бори́совна Поля́х (24 февраля 1945, Черновцы, УССР,  СССР — 24 ноября 2008, Россия) —  советская и российская художница по костюмам кино и телевидения, лауреатка двух премий «Ника» (1993, 2001).

## Биография
Родилась 24 февраля 1945 года в городе Черновцы Украинской ССР. Окончив театрально-художественный техникум, выбрала профессию художника по костюмам.
Создала костюмы ко многим известным советским и российским историческим и историко-приключенческим кинофильмам и телесериалам. Часто работала на киностудии имени М. Горького. Сотрудничала с такими выдающимися режиссёрами, как Лев Кулиджанов, Сергей Герасимов, Илья Гурин, Леонид Нечаев, Георгий Юнгвальд-Хилькевич, и другими.
В 1980 году работала ассистентом художника по костюмам в сериале «Карл Маркс. Молодые годы».
В своей творческой деятельности неоднократно обращалась к эпохе Петра I: например, принимала участие в создании костюмов для кинофильмов «Юность Петра» (1980) и «В начале славных дел» (1980—1981) (оба — совместно с Г. Шмидт). Для  телесериала «Россия молодая» (1985) создала мужские костюмы. На международном уровне принимала участие в создании костюмов для мини-сериала «Пётр Великий» (1985—1986), где она была ассистентом не менее замечательного российского художника по костюмам Эллы Маклаковой. Обратившись к эпохе Екатерины II, Наталья Полях создала костюмы для исторической картины «Русский бунт» (2000) (Премия «Ника» за лучшую работу художника по костюмам, 2001).
В своей творческой деятельности обращалась и к западноевропейской истории, создавая костюмы для кинофильмов времён Англии XII века: «Ричард Львиное Сердце» (1992) (Премия «Ника» за лучшую работу художника по костюмам, 1993) и «Рыцарь Кеннет» (1993).
Обратившись к  истории Франции XVI века,  создала костюмы для российских телесериалов «Королева Марго» (1996—1997) и «Графиня де Монсоро» (1997), поставленных на основе одноимённых романов Александра Дюма-отца.
Также создавала костюмы для детских кинофильмов-сказок, например, «Сверчок за очагом» (2001) и «Дюймовочка» (2006).
Последним фильмом, для которого она создала костюмы, был фильм «Возвращение мушкетёров» (2007).
Скончалась 24 ноября 2008 года в возрасте 63 лет.

## Избранная фильмография
Художница по костюмам

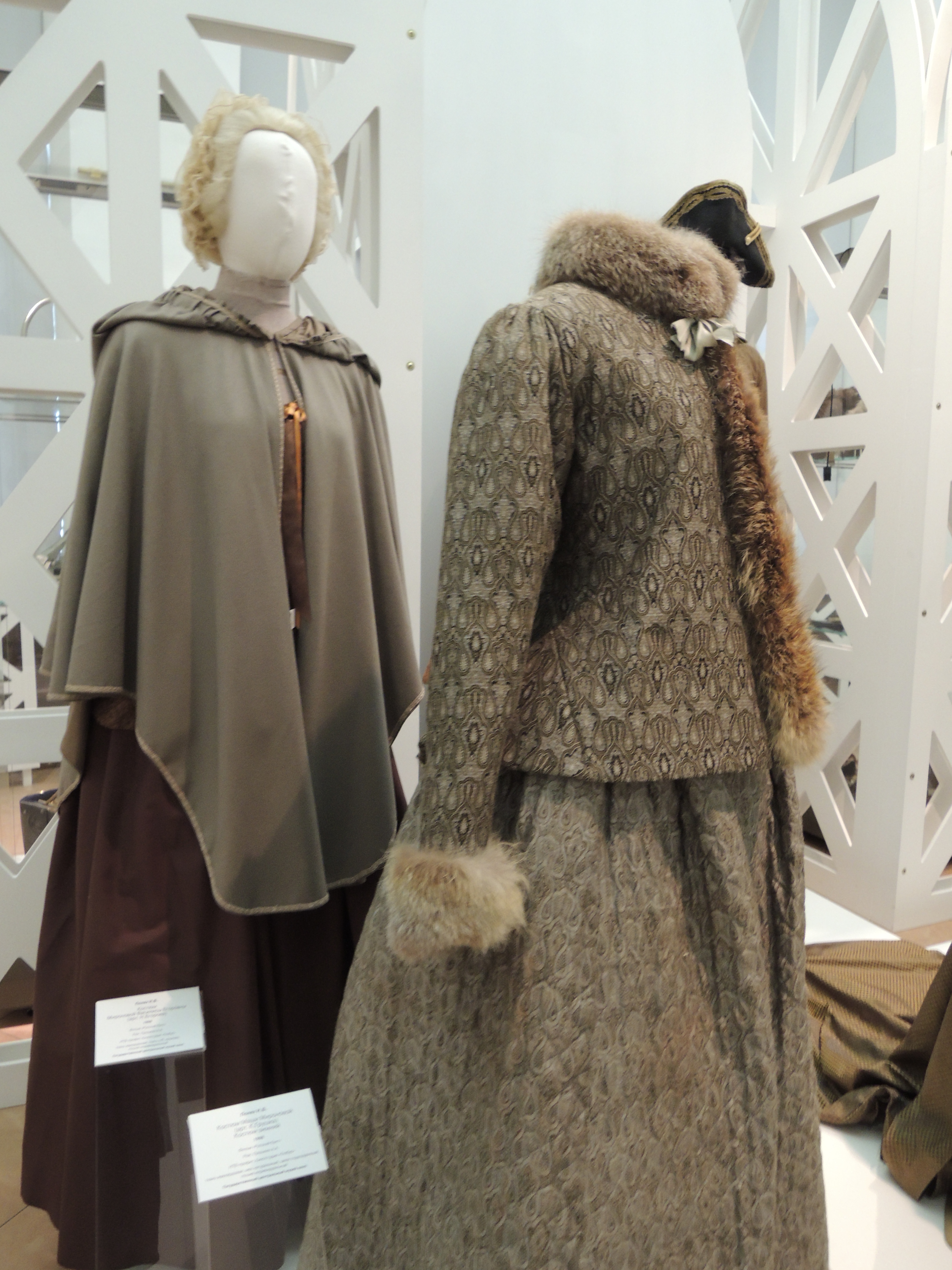
Костюмы для Н.Егоровой в роли Василисы Егоровны Мироновой и К.Грушки в роли Маши Мироновой (зимний) для фильма «Русский бунт» на выставке «XVIII век на экране: Екатерина II и Фридрих II» в Государственном центральном музее кино

- 1980 — «Карл Маркс. Молодые годы» (ассистент художника по костюмам)
- 1980 — «Юность Петра» (совместно с Г. Шмидт)
- 1980 — «В начале славных дел» (совместно с Г. Шмидт)
- 1981—1982 — «Россия молодая» (мужской костюм)
- 1985—1986 — «Пётр Великий» (США, сериал, ассистент художника по костюмам)
- 1988 — «Маленькая Вера»
- 1989 — «Поездка в Висбаден»
- 1989 — «Возвращение Ходжи Насреддина»
- 1992 — «Ричард Львиное Сердце» (Премия «Ника» за лучшую работу художника по костюмам, 1993)
- 1993 — «Рыцарь Кеннет»
- 1996—1997 — «Королева Марго»
- 1997 — «Графиня де Монсоро» (совместно с Л. Зайцевой)
- 2000 — «Русский бунт» (Премия «Ника» за лучшую работу художника по костюмам, 2001)
- 2001 — «Сверчок за очагом»
- 2001 — «Сдвинутый»
- 2005 — «Примадонна»
- 2006 — «Дюймовочка»
- 2007 — «Возвращение мушкетёров»

## Награды
Премии «Ника» за лучшую работу художника по костюмам:
- 1993 — «Ричард Львиное Сердце»
- 2001 — «Русский бунт»